# Бегубарс
Бегубарс, Бейбарс, Багубарс, Багбарс, Бегбарс — ім'я половецьких ханів з декількох племен:

## Представники
- з племені кай-оба, брат Ясіня. Мешкав наприкінці ХІ ст. У «Повчанні Мономаха» вказано, що великий князь Київський Володимир Мономах помилував декількох його синів. Був
- з племені урус-оба, належав до клану хана Акочая. Мешкав 2-ї пол. ХІІ ст. Був союзником Коломана Арпада, що боровся за Галицьке князівство.
- з племені іт-оґли.